# مامرسید
مامرسید یکی از فرماندهان ایرانی شاهنشاه شاپور دوم ساسانی (حک. ۳۰۹–۳۷۹) بود. او در سال ۳۶۳ در محاصره پیروزشاپور رهبر نیروهای ایرانی شهر در برابر امپراتور ژولیان روم (حک. ۳۶۱–۳۶۳) بود. از در زمان محاصره از ارگ شهر خارج شد و به اردوگاه روم رفت و در آنجا از امپراتور وعده در امان بودن جان خود و پشتیبانانش را دریافت کرد. او با این وعده به شهر بازگشت و آنچه را که اتفاق افتاده بود برای مردم گزارش داد. سرانجام همگان موافقت کردند که دروازه‌ها را به روی محاصره‌کنندگان باز کنند. بعدها وقتی ژولیان در نزدیکی سلوکیه بود، جنازه‌های نزدیکان مامرسید را دید که احتمالاً برای انتقام از خیانت او کشته شده بودند.